# Иннокентий III
Инноке́нтий III (лат. Innocentius PP. III, в миру Лотарио, граф Сеньи, граф Лаваньи, итал. Lotario dei Conti di Segni; ок. 1161 — 16 июля 1216) — папа Римский с 8 января 1198 года по 16 июля 1216 года.

## Ранние годы
Лотарио родился в Италии в Гавиньяно, недалеко от Ананьи. Его отцом был граф Тразимондо, член знаменитого дома Конти, который дал Риму девять пап, в том числе Григория IX, Александра IV и Иннокентия XIII. Лотарио приходился племянником папе Клименту III. Его мать, Кларисия Скотти, тоже происходила из знатной римской семьи.
Лотарио получил первоначальное образование в Риме, вероятно, в бенедиктинском аббатстве Святого Андрея. Он изучал богословие в Парижском университете, каноническое право (у Угуция Пизанского) — в Болонском университете. Вскоре после смерти папы Александра III (30 августа 1181) Лотарио вернулся в Рим и занимал различные церковные должности в течение правления Луция III, Урбана III, Григория VIII и Климента III. Последний в сентябре 1190 года назначил его кардиналом.
Как кардинал Лотарио написал работу «De Miseria Humanae conditionis» («К нищете человеческой»). Работа была очень популярна на протяжении веков и сохранилась в более чем 700 рукописях.

## Избрание
8 января 1198 года умер папа Целестин III. Перед смертью он призвал коллегию кардиналов избрать Джованни Колонна его преемником, однако кардиналы не прислушались и в тот же день избрали на папский престол Лотарио де Конти. Он принял тиару с неохотой и стал папой Иннокентием III. В то время ему было всего тридцать семь лет.

## Восстановление значения папского престола
Получив полномочия, Иннокентий приступил к реализации своих взглядов на роль папского престола. Захват Иерусалима мусульманами в 1187 году он охарактеризовал как божественное возмездие за моральные слабости христианских князей. Он также был намерен защитить то, что назвал «свободой Церкви», от посягательств со стороны светских властей. Это понятие обозначало, среди прочего, что князья не должны быть вовлечены в избрание епископов и оно должно быть сосредоточено в руках папы и его «Patrimonium» — Папского государства. Владениям папы угрожали Гогенштауфены — германские короли, которые позиционировали себя как преемников римских императоров. Император Священной Римской империи Генрих VI к этому времени объединил Германию, Италию и Сицилию под своей рукой, что делало позиции «Patrimonium» чрезвычайно уязвимыми.
Ранняя смерть Генриха VI оставила его 4-летнего сына Фридриха II в статусе короля. Вдова Генриха VI Констанция Сицилийская правила Сицилией от имени своего маленького сына, пока он не должен был достигнуть совершеннолетия. Констанция не желала передавать Сицилию во власть немцев, что было близко Иннокентию III. Перед своей смертью в 1198 году она назначила Иннокентия опекуном Фридриха. В обмен Иннокентий добился восстановления папских прав на Сицилии, от которых отказался незадолго до этого папа Адриан IV. Папа короновал молодого Фридриха II в качестве короля Сицилии в ноябре 1198 года. Он также способствовал его женитьбе на вдове короля Венгрии Имре в 1209 году.
В 1209 году Франциск Ассизский привёл своих первых последователей в Рим, чтобы получить разрешение от папы Иннокентия III основать новый религиозный орден. После прибытия в Рим братья встретились с епископом Гвидо Ассизским, который имел связи с Джованни ди Сан-Паоло, кардиналом-епископом Сабины. Кардинал, бывший духовником папы Иннокентия III, проникся симпатией к Франциску и согласился представить его папе. Иннокентий неохотно согласился встретиться с Франциском и его братьями на следующий день. После нескольких дней раздумий папа согласился признать последователей Франциска орденом. Это было важно тем, что признание ордена со стороны церковной власти защитило его от возможных обвинений в ереси, как это произошло с вальденсами ранее. Хотя папа Иннокентий первоначально испытывал сомнения, согласно легенде во сне он увидел Франциска, державшего в руках Латеранскую базилику, и это сподвигло его одобрить орден францисканцев. Это произошло, как считается, 16 апреля 1210 года. Франциск и его первые последователи — «Малые Братья» — отказывались от имущества и проповедовали на улицах сначала городов Умбрии, а затем и по всей Италии.
Вскоре после избрания подчинил римский муниципалитет власти папы (префект стал папским чиновником).

## Участие в европейской политике
Во время правления папы Иннокентия III папство было на вершине своих полномочий. Он считался самым могущественным человеком в Европе в то время. Вассалами папы признали себя царь Болгарии (1204) и короли Арагона и Португалии.

### Сицилийский престол и расширение папской области
Являясь с 1198 года опекуном унаследовавшего сицилийский престол Фридриха II Штауфена, папа временно подчинил себе Королевство Сицилия. Из-за малолетства Фридриха в империи началась смута: сторонники Гогенштауфенов избрали королём брата Генриха, Филиппа Швабского, а сторонник Вельфов — Оттона Брауншвейгского. Король Франции Филипп II Август поддержал требования Филиппа, в то время как король Ричард I Львиное Сердце — своего племянника Оттона.
Папа Иннокентий был полон решимости предотвратить дальнейшее объединение Сицилии и Священной Римской империи под властью одного монарха и воспользовался возможностью расширить своё влияние. В 1201 году папа открыто поддержал Оттона IV. Пользуясь смутой в империи, папа добился расширения Папской области до наибольшего объёма за счёт присоединения земель, ранее принадлежавших империи (но не перечисленных в даре Карла Великого): Анконы (Марка), герцогства Сполето (Умбрия), Радикофани, временно Романьи. Однако Болонью и Пентаполь он удержать не смог.

### ДелаСвященной Римской империи
В мае 1202 года Иннокентий издал указ «Venerabilem», в котором обратился к герцогу Церингену. В нём папа завил, что империя должна опираться на папский престол. Этот указ, который стал знаменитым и был впоследствии записан в «Corpus Juris Canonici», содержал следующие основные пункты:
- Германские князья имеют право избирать короля, который впоследствии станет императором. Это право предоставлено им Апостольским Престолом, когда он передал символы императорского достоинства от Византии к германцам в лице Карла Великого.
- Право исследовать и решать, является ли кандидат в короли достойными короны, принадлежит папе, который должен его помазать на царство, освятить и короновать.
- Если папа считает, что король, который был избран князьями, недостоин королевского достоинства, князья должны избрать нового короля, или, если они отказываются, папа сам передаст королевское достоинство другому кандидату.
- В случае споров о результатах выборов папа должен убедить князей прийти к соглашению. Если после должного времени для переговоров они не достигли соглашения, князья должны попросить папу быть третейским судьёй, в противном случае, он должен по собственной воле и в силу своей должности принять решение в пользу одного из претендентов[11].

Несмотря на папскую поддержку, Оттон не мог одолеть своего соперника Филиппа, пока последний не был убит в междоусобице. В 1209 году папа короновал Оттона императором Священной Римской империи. После этого Оттон отказался от своих прежних обещаний и нацелился на восстановление императорской власти в Италии и даже Сицилии. В ноябре 1210 года папа отлучил Оттона IV от Церкви за то, что тот занял Романью и решил напасть на Неаполитанское королевство. В 1212 году папа назначил императором его противника Фридриха, короля Неаполитанского, но не короновал его.
Конфликт разрешился в битве при Бувине 27 июля 1214 года, в которой встречались войска Оттона и Иоанна Безземельного против Филиппа II Августа. Оттон был разбит французами и вскоре потерял всякое влияние. Он умер 19 мая 1218 года, оставив Фридриха II бесспорным императором. Между тем, Иоанн Безземельный был вынужден признать папу в качестве своего сюзерена и утвердить Стефана Лэнгтона архиепископом Кентерберийским.
Когда Фридрих II явился в Рим принять корону, папа отказался его короновать, опасаясь его могущества и надеясь изгнать его из Италии, как перед тем Оттона. Возмущённый Фридрих двинулся в Германию и победил Оттона. Но Иннокентий III к тому времени скончался

### Расширение влияния в Восточной Европе
Покровительствовал созданию в 1198 году в Палестине Тевтонского ордена и оказывал поддержку его первому Великому Магистру — Генриху Вальпоту.
В 1200 году подтвердил буллу своего предшественника Целестина III о ливонском крестовом походе, уполномочив своего посланника епископа Альберта вербовать пилигримов для покорения прибалтийских земель.
В целях распространения влияния в Восточной Европе Иннокентий III в 1202 году санкционировал основание Ордена меченосцев.
В 1204 году Иннокентий III безуспешно предлагал Роману Мстиславовичу Волынскому и Галицкому королевскую корону.
В 1215 году он организовал крестовый поход немецких рыцарей против пруссов.

### Отношения с Англией

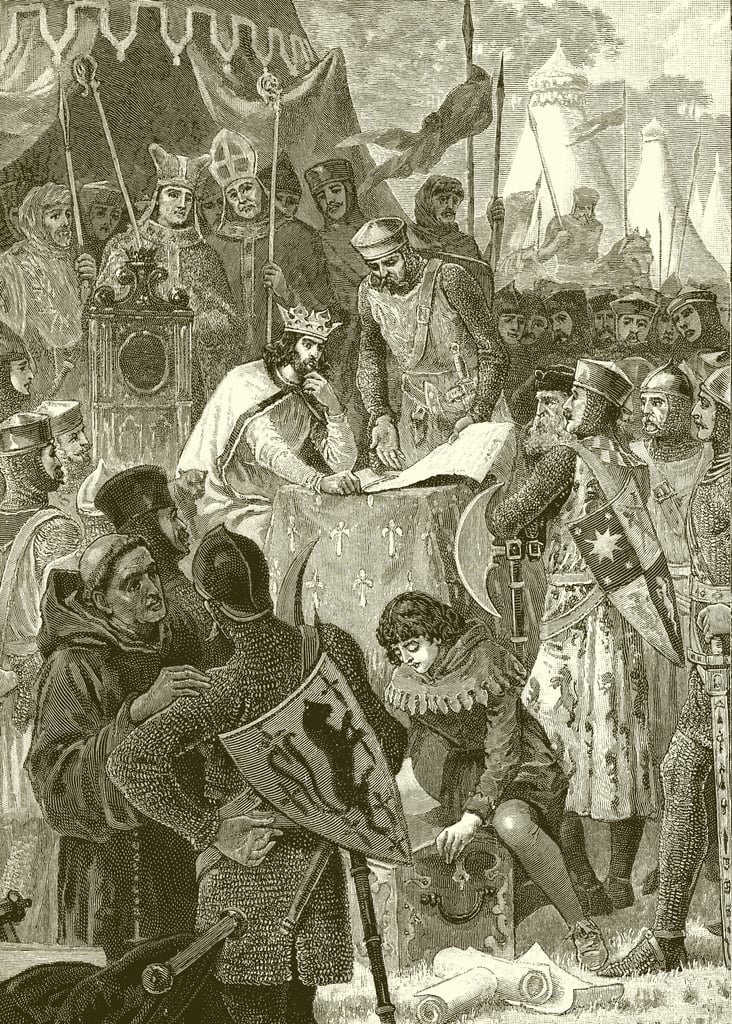
Иоанн Английский подписывает «Magna Carta» (1902)

Взаимоотношения папы и Англии были сложными. После того, как папа наложил на Англию интердикт (1208) и низложил английского короля Иоанна Безземельного (1209), тот в 1213 году полностью покорился папе. Папа запретил Франции войну против Англии, на что французский король Филипп II Август заявил: «Папе нет дела до того, что происходит между королями». За это папа наложил интердикт и на Францию. Иоанн Безземельный добился от папы признания «великой хартии вольностей» (Magna Charta) (1215) недействительной и отлучения баронов от Церкви.

## Борьба с катарами

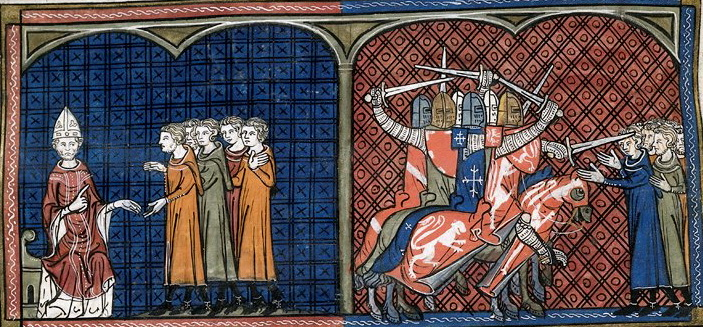
Иннокентий III благословляет Альбигойский крестовый поход против катаров

Иннокентий III был энергичным противником ереси и провел несколько кампаний против неё. В начале своего понтификата он сосредоточился на альбигойцах, также известных как катары, — секте, которая приобрела множество сторонников на юго-востоке Франции, в том числе графов Тулузы. Катары отвергали авторитет и учение католической церкви.
В 1199 году Иннокентий III осудил проповеди ересиархов. Два цистерцианских монаха были направлены оспаривать учение катаров и восстановить папскую власть.
Убийство Пьера де Кастельно — легата Иннокентия — в 1208 году, как полагают, друзьями графа Раймунда Тулузского, заставило Иннокентия перейти от слов к делу. Иннокентий потребовал от короля Филиппа II Августа уничтожить альбигойцев. Под руководством Симона де Монфора был начат военный поход — Альбигойский крестовый поход — который привел к убийству примерно 20 тысяч человек. Поход был направлен не только против еретиков, но и против знати Тулузы и вассалов короны Арагона. Король Педро II Арагонский принимал непосредственное участие в конфликте и был убит в ходе битвы при Мюре в 1213 году. Конфликт завершился подписанием Парижского договора 1229 года, в котором была согласована интеграция территории Окситании в состав Французского королевства. Военные действия прекратились в 1255 году.
Параллельно с боевыми действиями католические священнослужители начали пропаганду, направленную на очернение катаров, обвиняя их в разврате и содомии, так как было опасение, что население Прованса и Северной Италии будет сочувствовать жертвам крестового похода.

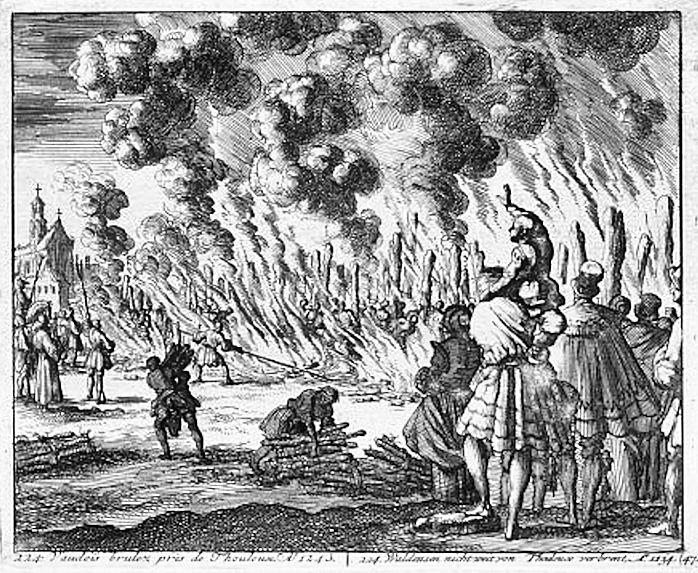
Сожжение еретиков.

## Четвёртый крестовый поход
Иннокентий издал указ о начале Четвёртого крестового похода в 1198 году, задумав вернуть контроль над Святой Землёй. Подготовке этого похода была посвящена большая часть его понтификата. В отличие от предшественников, Иннокентий III проявил личное участие в организации похода, а не просто агитировал к этому светских лидеров.
Первым шагом Иннокентия III в организации крестового похода была отправка миссионеров во все католические государства. Иннокентий III послал Петра Капуанского к королям Франции и Англии с подробными инструкциями, чтобы убедить их урегулировать свои разногласия. В результате в 1199 году Иннокентий добился перемирия на пять лет между двумя странами. Для руководства армией Иннокентий направил свои письма рыцарям и дворянам Европы. Многие феодалы ответили на призыв папы, в том числе два возможных лидера армии, Тибо Шампанский и Бонифаций I Монферратский. При этом в Англии и Германии призывы папы не возымели эффекта. По этой причине Четвёртый крестовый поход стал, главным образом, французской инициативой.
Четвёртый крестовый поход был дорогим делом. Иннокентий III решил начать сбор средств, что не делал никто из его предшественников. Он заставил весь клир под его руководством дать 1/40 своих доходов в поддержку крестового похода. Это был первый случай введения прямого налога на духовных лиц. Папа столкнулся с многочисленными трудностями со сбором этого налога, в том числе коррупцией своих должностных лиц и пренебрежением со стороны своих подчиненных в Англии. Он продолжал свои попытки собрать средства для крестового похода, отправив послов к королю Иоанну Безземельному и королю Филиппу Августу. Оба обещали внести свой вклад — 1/40 доходов. Иоанн также заявил, что налог будет собираться по всей Англии. Другим источником средств для крестового похода были сами крестоносцы. Иннокентий заявил, что те, кто принял обет стать крестоносцем, но не мог его выполнить, мог быть освобожден от клятвы после внесения денежного взноса.
Первоначально местом высадки крестоносцев был избран Египет. Для перевозки армий было заключено соглашение между французскими крестоносцами и венецианцами. Венецианцы должны были поставить суда и продовольствие взамен денежной выплаты в 85 000 марок. Иннокентий дал своё одобрение этому соглашению при соблюдении двух условий. Во-первых, представитель папы должен был сопровождать крестовый поход, во-вторых, нападение на христиан было строго запрещено. Французам не удалось привлечь достаточно средств для оплаты услуг венецианцев. В результате крестоносцам пришлось выполнить требование венецианцев и осадить конкурирующий с Венецией христианский торговый город Зара. Эти действия были предприняты без согласия Иннокентия III, который угрожал отлучением всем, кто принял участие в атаке. Большинство французов проигнорировали угрозу, напали на Зару, и были отлучены папой, но вскоре прощены, чтобы они могли продолжить крестовый поход. Повторением ситуации стало взятие крестоносцами Константинополя, столицы Византийской империи, в 1204 году: об этом папа узнал, лишь когда город уже был захвачен.
Иннокентий рассматривал захват Константинополя как способ воссоединить западную и восточную церкви. Его целью было подчинить греческую (восточную) церковь обычаям латинской (западной). Однако это не удалось из-за существенных различий между двумя церквями, а также эффекта, произведенного на восточных христиан резнёй мирного населения Константинополя. Крестовый поход также положил начало Латинской империи, просуществовавшей в течение последующих шестидесяти лет.
В 1212 году состоялся полулегендарный крестовый поход детей.

## Четвёртый Латеранский собор

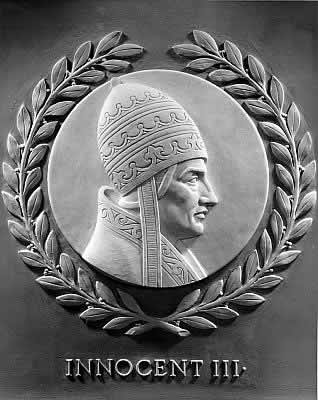
Барельеф Иннокентия III, как одного из 23 великих законодателей прошлого. Палата представителей США, Вашингтон.

15 ноября 1215 года Иннокентий открыл Латеранский XII Вселенский Собор, который принял много важных решений. По его итогам было составлено семьдесят реформаторских указов. Среди прочего, собор установил создать школы и повысить подготовку духовенства. Он запретил духовенству участвовать в судебных ордалиях . Фактически это привело к исчезновению ордалий из практики судопроизводства. Наконец, на этом соборе духовенство законодательно закрепило недопустимость подчинения христиан евреям. Канон 69 запретил евреям служить в государственных учреждениях, так как это давало им возможность «выразить свой гнев против христиан». Канон 69 установил, что евреи распяли Христа, и поэтому было бы «слишком абсурдным, чтобы хулитель Христа осуществлял власть над христианами», а значит, евреи не должны назначаться на государственные должности.
По сути Иннокентий восстановил антиеврейские канонические правила византийской и вестготской эпох и прибавил к ним новые; с целью лишить евреев материального благополучия и подвергнуть их общественному презрению, он установил «Знамение Каина» — отличительный знак, который евреи обязаны были носить на одежде. Фома Аквинский впоследствии придал системе Иннокентия философско-теоретический характер, а основанная им инквизиция, как и учрежденные им ордены доминиканцев и францисканцев, сделали её господствующей в отношениях папства к евреям вплоть до новейшего времени.

## Смерть и наследие

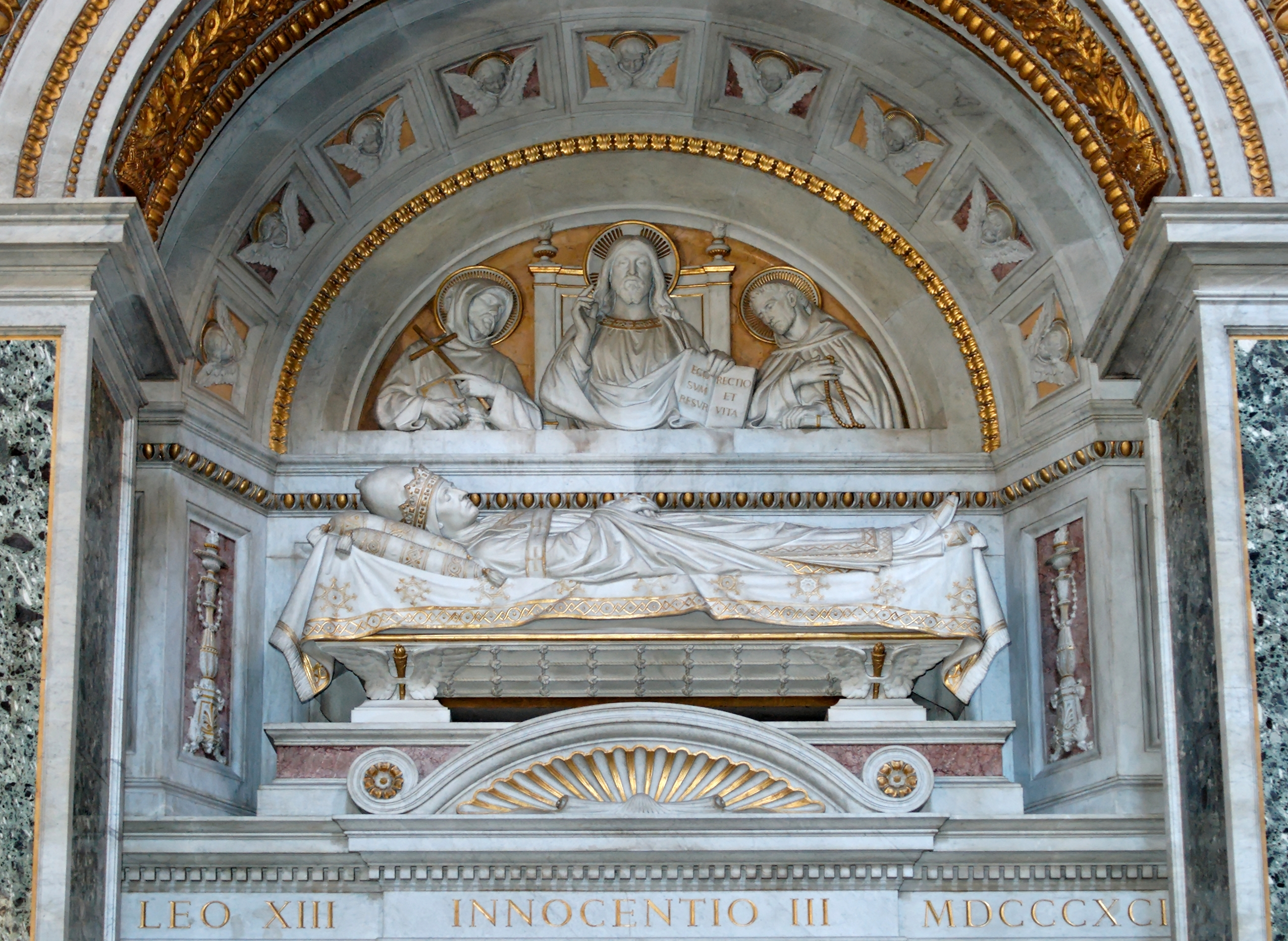
Гробница Иннокентия III в Латеранской базилике в Риме

Совет постановил начать пятый крестовый поход в 1217 году под непосредственным руководством Церкви. После Собора, весной 1216 года, Иннокентий переехал в северную Италию, чтобы примирить морские города Пизу и Геную — вернуть в лоно церкви отлученных при Целестине III пизанцев и заключить пакт с Генуей.
Однако 16 июля 1216 года Иннокентий III внезапно умер в Перудже. Он был похоронен в соборе Перуджи, пока папа Лев XIII не перенес его прах в Латеранский дворец в декабре 1891 года.
Душа Иннокентия III, как верили, попала в чистилище. Святая Лутгарда из монастыря в Брабанте заявила, что ей явился дух, охваченный пламенем, и сказал ей: «Я папа Иннокентий». Он рассказал, что попал в чистилище из-за трех ошибок, которые он совершил в жизни, и просил Лутгарду прийти к нему на помощь, сказав: «Увы! Это ужасно; и продлится в течение многих столетий, если вы не придете мне на помощь». В этот момент он исчез, а Лутгарда немедленно сообщила сестрам о том, что она видела.